# Calliethilla caerulea
Calliethilla caerulea är en tvåvingeart som beskrevs av Hiroshi Shima 1979. Calliethilla caerulea ingår i släktet Calliethilla och familjen parasitflugor.
Artens utbredningsområde är Thailand. Inga underarter finns listade i Catalogue of Life.